# 奧蒂莉·費萊雪
奧蒂莉·費萊雪（Ottilie ("Tilly") Fleischer，1911年10月2日—2005年7月14日）是一位德國田徑運動員。她曾參加1932年在美國洛杉磯舉行的夏季奧運會，奪得女子標槍銅牌。四年後，她參加1936年夏季奧林匹克運動會，在祖國柏林贏得女子標槍金牌。
納粹黨領導人希特勒對於奧蒂莉·費萊雪獲得金牌給予祝賀。在奧運會的第一天，希特勒僅僅與奪得金牌的德國運動員握手後就離開了賽場。對此，奧委會官員提出意見，要求希特勒或者選擇與每位金牌獲得者握手，或者選擇全都不握手。希特勒最終選擇了後一方案，因此沒有在後來的幾天中與金牌獲得者見面，包含黑人運動員傑西·歐文斯。
1966年出現奧蒂莉·費萊雪的父親是希特勒的傳言，當時奧蒂莉·費萊雪的女兒吉賽爾在一本書中聲稱她是希特勒的女兒。